# Jacquemin d'Arc
Pour les articles homonymes, voir d'Arc.
Jacquemin d'Arc ou Jacques du Lys, né vers 1398 à Domrémy et mort peu avant 1452 dans le même village, est le frère aîné de Jeanne d'Arc.

## Présentation
Jacques d'Arc, surnommé Jacquemin (à l'époque, il était de coutume d'appeler le premier-né par le prénom du père), était l'aîné des cinq enfants de Jacques d'Arc et d'Isabelle Romée (Jacquemin, Catherine, Jean, Pierre et Jeanne). Il ne devint pas soldat, contrairement à ses frères.

## Descendance
Jacquemin laissa plusieurs enfants dont :
- Jeanne du Lys, qui épousa son oncle Jean d'Arc ;
- Jean du Lys, né vers 1430.